# Francesca Ferrazzo
Ne doit pas être confondu avec Francesca Ferrazza.
Francesca Ferrazzo, née le 29 novembre 1989 à Rome dans la région Latium en Italie, est une actrice italienne. Elle ne doit pas être confondue avec l'actrice italienne Francesca Ferrazza.

## Biographie
Enfant, Francesca Ferrazzo joue de petits rôles au cinéma et à la télévision. Elle prend également part à des spots publicitaires en Italie. En 1999, elle participe à l'émission de téléréalité Chi ha incastrato Peter Pan? (it).
En 2008, elle prend part à la comédie romantique Scusa ma ti chiamo amore de l'écrivain, scénariste et réalisateur italien Federico Moccia. Elle y joue le rôle d'Erica, une amie de l'héroïne principale interprétée par Michela Quattrociocche.
En 2009, elle joue dans le second film de l'actrice et réalisatrice Eleonora Giorgi, la comédie L'ultima estate, avec Francesca Ferrazza, Michelle Carpente (it) et Roberto Farnesi (it).
En 2010, elle retrouve Federico Moccia dans le film Scusa ma ti voglio sposare, la suite de Scusa ma ti chiamo amore. Elle joue également dans le premier film de Giovanni Galletta, Dopo quella notte.
En 2013, elle tient le rôle principal du premier film de Cristian Scardigno, Amoreodio, qui raconte l'histoire d'une jeune adolescente malheureuse dans une petite ville italienne. Avec cette prestation, elle remporte le prix d'interprétation féminine au festival du film italien d'Annecy en 2013.

## Filmographie

### Au cinéma
- 2001 : Luce dei miei occhi de Giuseppe Piccioni
- 2003 : Caterina va en ville (Caterina va in città) de Paolo Virzì
- 2008 : Scusa ma ti chiamo amore de Federico Moccia
- 2009 : L'ultima estate de Eleonora Giorgi
- 2010 : Scusa ma ti voglio sposare de Federico Moccia
- 2010 : Dopo quella notte de Giovanni Galletta
- 2012 : Bad Habits Stories, episodio FOL - Full of life de Giulio Reale
- 2013 : Amoreodio de Cristian Scardigno

## Récompenses et distinctions
- Prix d'interprétation féminine en 2013 pour Amoreodio au festival du film italien d'Annecy.